# ألكس ترنر
ألكساندر ديفيد «ألكس» تُرنر (بالإنجليزية: Alex Turner)  (ولد في 6 يناير 1986) هو موسيقي، مغني وكاتب أغاني إنجليزي. هو المغني الرئيسي، عازف الجيتار و كاتب الأغاني الأساسي لفرقة الروك المستقل الإنجليزية أركتك مونكيز

## نشأته
ألكساندر ديفيد تيرنر هو الابن الوحيد لبيني وديفيد تيرنر، واللذان كانا يدرسان اللغة الألمانية والموسيقى على التوالي في مدارس شيفيلد الثانوية. ترعرع ألكس تيرنر في ضاحية في شيفيلد تسمى هاي-جرين. درس في مدرسة ستوكسبريدج الثانوية في شيفيلد (1997 - 2002)، وذُكِرَ من قبل مدرس اللغة الإنجليزية خاصته على أنه «شخض غير تقليدي، مختلف بعض الشيء، ولديه إشراقة وذكاء سيخدمانه جيداً. كان لديه حس دعابة متميز. لم يكن ألكس جهوراً بشكل خاص، ولكنك كنت تستطيع أن تشعر عندما حركته بعض المقطوعات الشعرية».
قضى ألكس معظم فترة المراهقة يستمع إلى مغنيين الراب مثل رووتس مانوفا. تحولت اهتماماته لاحقاً إلى موسيقى الجيتار تبعاً لنجاح ذا ستروكس و ذا ليبرتينز. أعجب تيرنر أيضاً بفرقة البيتلز وطمح إلى أن يكون مثلهم. والدي تيرنر اشتروا له أول جيتار عام 2001 في الكريسماس. وافق والديه بعد رفض بأن يختصر دراسته الجامعية لسنة واحدة كي يتابع أحلامه الموسيقية. قال تيرنر منذ ذلك الحين، أنه لو فشلت فرقة أركتك مونكيز، كان سيدرس اللغة الإنجليزية في جامعة مانشستر.

## المسيرة الفنية
وقعت الفرقة عقداً مع شركة الإنتاج المستقلة دومينو ريكوردز في عام 2005. أول ألبوم لهم كان Whatever People Say I Am, That's What I'm Not، والذي صدر عام 2006، وأصبح هذا الألبوم هو أسرع ألبوم افتتاحي مبيعاً في تاريخ الموسيقى البريطانية. أصدرت الفرقة منذ ذلك الحين ثلاثة ألبومات أخرى: Favourite Worst Nightmare (2007)، Humbug (2009)، Suck It and See (2011)، والتي وصلت جميعها للمركز الأول على لائحة الألبومات في بريطانيا.
كتابة الأغاني المبدأية لتيرنر كانت مبنية على مبادئ أساسية، خاصة في ألبومهم الأول، والذي يعتبر مرتكزاً حول الحياة الليلية في بريطانيا. انتقل
بعد ذلك إلى مواضيع أكثر تنوعاً، خصوصاً في الألبومين الثالث والرابع.
في يوليو 2012، أعلن تيرنر أنه كان يكتب أغاني لألبوم الفرقة الخامس، AM، بينما كان يجول الولايات المتحدة مع فرقة ذا بلاك كيز.

## العمل الفردي
قام تيرنر بكتابة وغناء ستة أغاني للموسيقى التصويرية لفيلم Submarine، وهو أول فيلم لريتشارد أيودي، وهو صديق لألكس تيرنر وقام بإخراج عدّة فيديوهات موسيقية للفرقة. تم إنزالها في الأسواق في الولايات المتحدة وبريطانيا في 18 مارس 2011.

## الحياة الشخصية
أمضى تيرنر سنتين في علاقة مع جوهانا بينيت منذ 2005 إلى 2007. ثم أمضى أربع سنوات في علاقة مع مقدمة البرامج التلفزيونية أليكسا تشانج، منذ 2007 إلى 2011، حيث قسموا وقتهم ما بين مدينة نيويورك ولندن. منذ أغسطس 2011 وتيرنر يواعد آريل ڤاندنبيرج؛ ويعيش الاثنان في لوس أنجيليس.

## روابط خارجية
- ألكس ترنر على موقع IMDb (الإنجليزية)
- ألكس ترنر على موقع ميوزك برينز (الإنجليزية)
- ألكس ترنر على موقع إن إن دي بي (الإنجليزية)
- ألكس ترنر على موقع أول ميوزيك (الإنجليزية)
- ألكس ترنر على موقع ديسكوغز (الإنجليزية)
- ألكس ترنر على موقع قاعدة بيانات الفيلم (الإنجليزية)